# Vireux-Wallerand
Vireux-Wallerand är en kommun i departementet Ardennes i regionen Grand Est (tidigare regionen Champagne-Ardenne) i nordöstra Frankrike. Kommunen ligger  i kantonen Givet som ligger i arrondissementet Charleville-Mézières. År 2022 hade Vireux-Wallerand 1 849 invånare.

## Befolkningsutveckling
Antalet invånare i kommunen Vireux-Wallerand
Referens: INSEE